# Hirschziegenantilope
Die Hirschziegenantilope (Antilope cervicapra) ist eine in Südasien verbreitete Antilope aus der Gruppe der Gazellenartigen (Antilopini), innerhalb dieser ist sie mit den echten Gazellen am nächsten verwandt, vor allem den Vertretern der Gattung Gazella.

## Merkmale

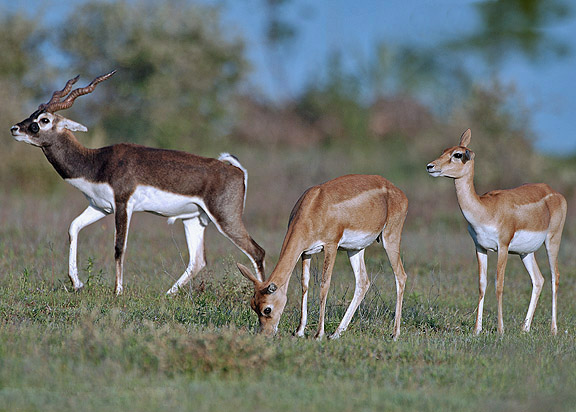
Hirschziegenantilopen, Hindutrappen-Schutzgebiet bei Solapur, Maharashtra

Mit einer Kopfrumpflänge von 120 cm, einer Schulterhöhe von 80 cm und einem Gewicht von 40 kg ist die Hirschziegenantilope etwas größer als ein Reh. Ihre Gestalt ist gazellentypisch. Der im deutschen wie im wissenschaftlichen Namen vollzogene Vergleich mit Hirschen und Ziegen ist nicht sonderlich naheliegend.
Die Geschlechter zeigen deutliche Unterschiede: Nur die Männchen tragen Hörner. Diese sind schraubenartig gewunden, schräg nach hinten gerichtet und etwa 50, selten sogar bis zu 70 cm lang. Die Unterseite ist bei beiden Geschlechtern weiß, ebenso die Innenseiten der Beine und die Umgebung der Augen. Weibchen und Jungtiere haben ansonsten eine hellbraune Farbe, ausgewachsene Männchen sind dagegen glänzend schwarz. Der Kontrast zwischen Ober- und Unterseite ist bei ihnen besonders hervorstechend. Die Färbung entwickelt sich in den ersten Lebensjahren, in denen sie allmählich immer dunkler wird.

## Verbreitung
Der Schwerpunkt des Verbreitungsgebiets liegt auf Indien. Kleine Populationen leben auch in Nepal, und gelegentlich wandern Herden nach Pakistan. In Bangladesch ist diese Antilope ausgestorben. Durch menschliche Einschleppung leben halbwilde Hirschziegenantilopen auch in Texas und Argentinien. Der Lebensraum sind offene Steppen, obwohl gelegentlich nicht zu dichte Wälder aufgesucht werden.

## Lebensweise
Hirschziegenantilopen sind tagaktive Grasfresser. Sie fressen gelegentlich jedoch auch Blätter sowie Kräuter und Triebe von Sträuchern. In der heißesten Jahreszeit beschränken sie ihre Aktivitäten auf die Morgen- und Abenddämmerung, ansonsten sind sie ganztags unterwegs.

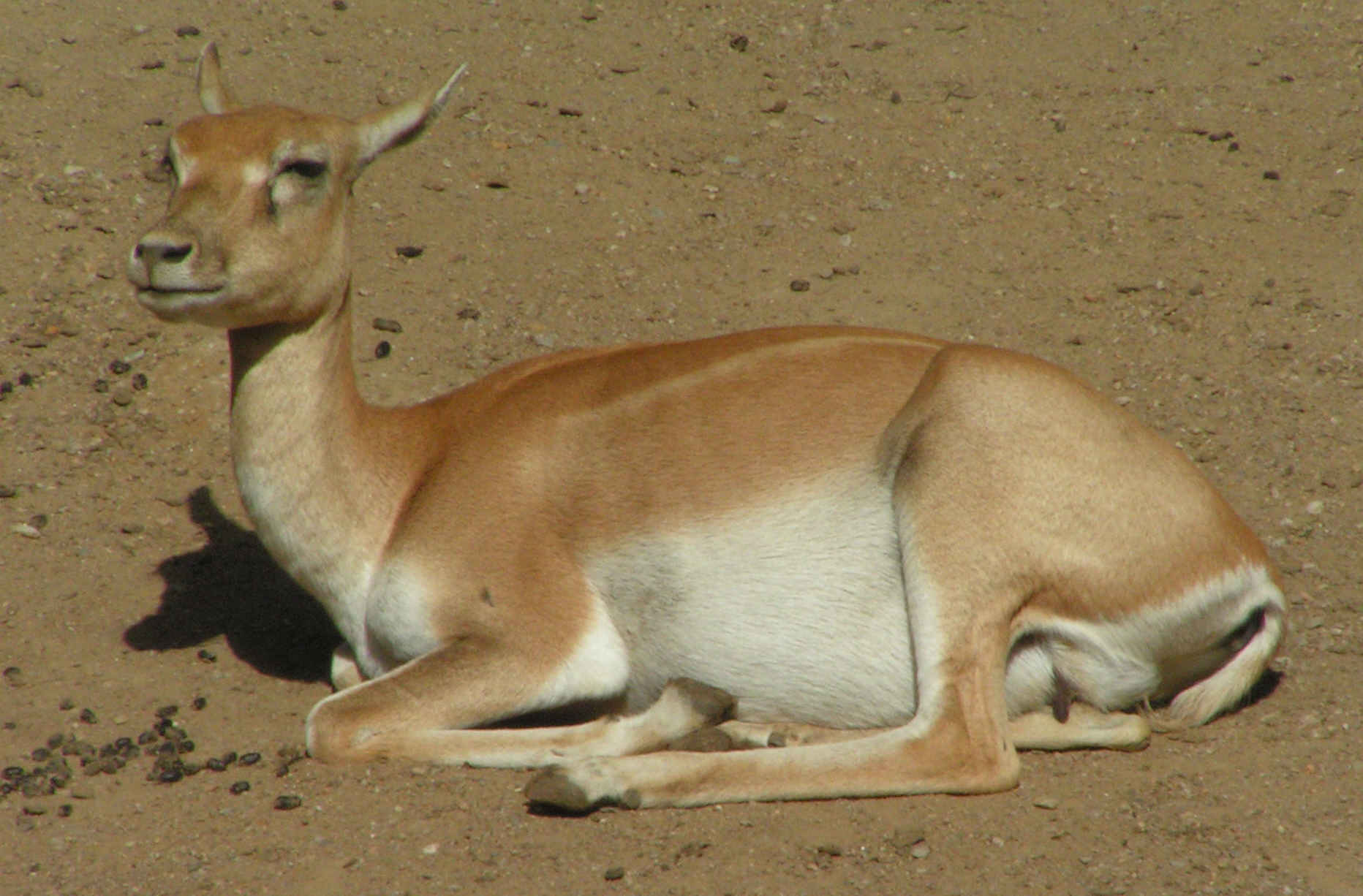
Weibliche Hirschziegenantilope

Die Weibchen bilden Herden von fünf bis fünfzig Tieren. In früheren Zeiten, als diese Antilope noch sehr viel häufiger war, sollen sich manchmal bis zu tausend Tiere zusammengefunden haben. Männchen sind zumindest für einen Teil des Jahres territorial. Sie beanspruchen alle Weibchen für sich, die ihr Revier betreten, und verteidigen das Territorium energisch gegen andere Männchen. Außerhalb der Paarungszeit schließen sich die Männchen den Weibchenherden an. Je Herde gibt es dann meistens nur ein ausgewachsenes Männchen, das die jungen Männchen aus der Herde vertreibt. Obwohl die Hörner potenziell schwere Verletzungen zufügen können, sind die Kämpfe meistens ritualisiert und selten blutig.
Nach einer Tragzeit von sechs Monaten bringt das Weibchen ein einzelnes Junges zur Welt. Mit zwei Jahren ist eine Hirschziegenantilope geschlechtsreif, die Männchen sind allerdings erst im Alter von etwa sechs Jahren stark genug, ein Revier zu verteidigen und damit das Recht auf eine Paarung zu beanspruchen. Das Höchstalter im Zoo liegt bei etwa zwanzig Jahren. Auch in freier Wildbahn wurden einzelne Weibchen schon über einen Zeitraum von achtzehn Jahren beobachtet. Männchen werden weniger alt.
Nach neuen Messungen können Hirschziegenantilopen Geschwindigkeiten von 80 km/h erreichen. Sie können damit den meisten ihrer Feinde entkommen.

## Bedrohung und Schutz

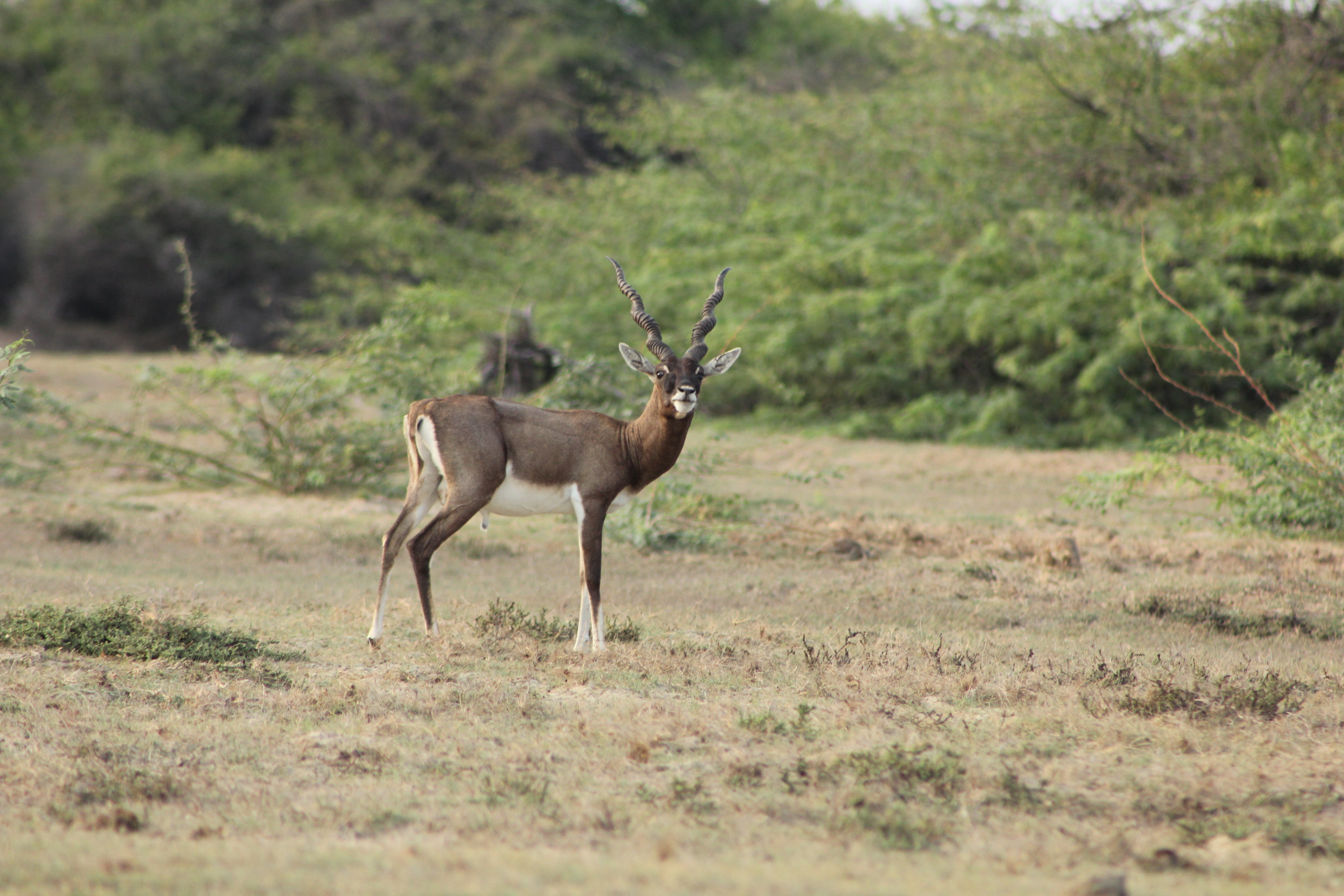
Hirschziegenantilope im Point Calimere-Wildreservat an der Südspitze Indiens

Das Fleisch der Hirschziegenantilopen wurde schon immer gegessen. Europäische Siedler begannen, die Tiere zum Vergnügen zu jagen und schmückten sich mit dem Fell und den Hörnern als Trophäen. Auch heute noch ist die Jagd neben der Habitatzerstörung der Hauptgrund für den massiven Bestandsrückgang. Einst war die Hirschziegenantilope das häufigste Huftier des indischen Subkontinents. Der Bestand im Indien des 19. Jahrhunderts betrug etwa 4 Millionen Tiere. 1964 war mit 8.000 Antilopen der Tiefpunkt erreicht. Hiernach griffen Schutzmaßnahmen, durch die die Population wieder auf 50.000 Tiere wachsen konnte, die vorwiegend in Reservaten, wie dem Blackbuck-Nationalpark oder dem Ranibennur-Wildreservat leben. Die IUCN stuft die Art aktuell als nicht gefährdet (least concern) ein. Nach indischen Gesetzen ist die Hirschziegenantilope streng geschützt.
Völlig erloschen sind die wilden Bestände in Pakistan und Bangladesch. In Nepal hielt man die Hirschziegenantilope zwischenzeitlich für ausgerottet, in den 1970ern wurde allerdings eine kleine Population entdeckt, die überlebt hatte. Heute leben in Nepal etwa 200 Antilopen. Verbreitungsschwerpunkt ist hier der Bardia-Nationalpark. Durch Aussetzungen versucht man dort, die Bestände wieder zu vergrößern.

## Einzelbelege
1. ↑  Shrestha, S. 194
2. ↑  Shrestha, S. 190